# Theretra timorensis
Theretra timorensis es una polilla de la familia Sphingidae. Vuela en la isla de Timor occidental, Indonesia.